# Бубанович, Милан
Милан Бубанович (хорв. Milan Bubanović; 17 ноября 1836, Крижевцы, Копривницко-Крижевацкая жупания — 29 января 1856, Вараждин) — хорватский писатель

 и поэт, создававший краеведческие произведения под псевдонимом Милан Димитриев.

## Биография
Милан Бубанович родился в 1836 году в семье Димитрия Бубановича, служившего секретарём в органах власти Крижевачкой и Вараждинской жупании. Начальную школу Милан окончил в своём родном городе, Крижевцах, после чего отправился в Загреб для поступления в одну из столичных гимназий. Во время учёбы в гимназии Бубановича привлекла идея, распространявшаяся загребским епископом Максимилианом Врховацем и президентом Хорватской матицы Иваном Кукулевичем-Сакцинским, о разделении тесно связанных в то время хорватской и сербской литературы и развития хорватской литературы как самостоятельной единицы. Закончив обучение в гимназии он отправился в Грац, а затем и в Вену для учёбы на юридических факультетах местных вузов.
В 1854 году, ещё во время учёбы в университете, Бубанович, опубликовал свой первый сборник стихотворений под названием «Vijenac zahvalnosti» (с хорв. — «Венок благодарности»). Кукулевич-Сакцинский, уделявший в то время особое внимание сбору и публикации текстов писателей из Крижевацкого района, высоко оценил труд молодого поэта и взял на себя обязательства по публикации всех его последующих текстов. Благодаря учёбе в австрийских университетах, Бубанович выучил несколько иностранных языков, что позволило ему ближе познакомиться с европейской культурой и традициями, сведениями о которых он начал делиться с хорватской интеллигенцией на страницах журнала «Neven». Помимо знаний о Европе, Бубанович также старался передать хорватским читателям информацию о своём родном регионе, размещая на страницах экономической газеты «Gospodarski novinam» сведения о товарах и промышленных предприятиях Крижевацкого уезда.
Через два года после публикации своего первого и единственного стихотворного сборника Милан Бубанович умер в возрасте 19 лет от туберкулёза. Спустя год после смерти молодого писателя, Кукулевич-Сакцинский опубликовал текст, написанный при жизни Бубановичем под иногда использовавшимся им псевдонимом «Милан Димитриев», на страницах которого он ответил на 12 из 36 вопросов о культуре и традициях Крижевацкого края, заданных самим Сакчинским в 1851 году в журнале «Arkiv za pověstnicu jugoslavensku». Эта публикация, получившая название «Odgovori na njekoja pitanja Družtva za jugoslavensku povjestnicu i starine» (с хорв. — «Ответы на некоторые вопросы Югославского исторического общества»), стала первым письменным свидетельством особенностей традиций и верований земель близ Крижевцов и важным источником информации по географии, археологии, религии и антикварному наследию Крижевацкого уезда.